# 内山駅
内山駅（うちやまえき）は、富山県黒部市宇奈月町内山にある富山地方鉄道本線の駅である。駅番号はT39。

## 歴史
- 1923年（大正12年）11月21日：黒部鉄道により開業。
- 1943年（昭和18年）
  - 1月1日：富山県内の全鉄道会社が富山電気鉄道を中心とする富山地方鉄道（地鉄）に統合され、同社の黒部線となる。
  - 11月11日：旧黒部鉄道の路線は600Vから1500Vへの昇圧とプラットホーム改修等の工事が完了し、電鉄富山駅からの直通運転が開始された[1]。
- 1967年（昭和42年）9月1日：貨物営業を廃止[2]。
- 2024年（令和6年）8月25日：富山県一帯に集中豪雨。内山駅構内が一時冠水し、停車していた各駅停車が運転を打ち切り。乗客の振替輸送などが行われた[3]。

## 駅構造
相対式ホーム2面2線を持つ地上駅。無人駅である。冬場は駅舎の除雪などで一時的に有人駅になるが、切符発券などの業務は行わない。

### のりば
| のりば | 路線  | 方向 | 行先                                   |
| ------ | ----- | ---- | -------------------------------------- |
| 1      | ■本線 | 下り | 宇奈月温泉方面                         |
| 2      | ■本線 | 上り | 電鉄黒部・電鉄魚津・上市・電鉄富山方面 |

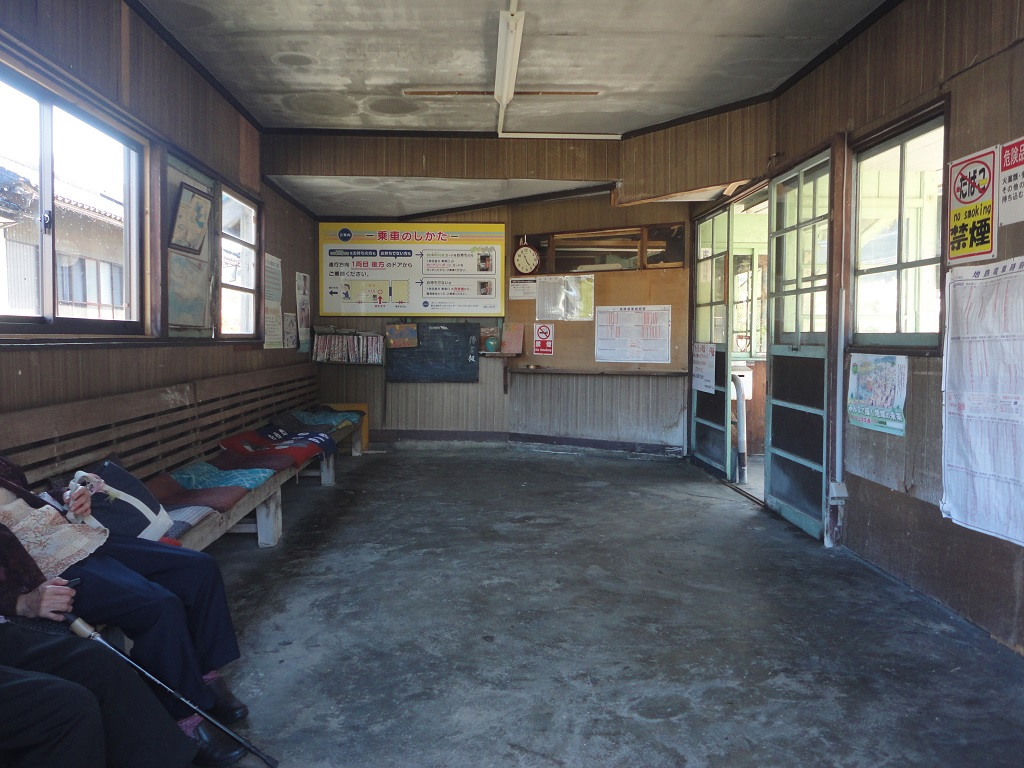
駅舎内（2018年11月）
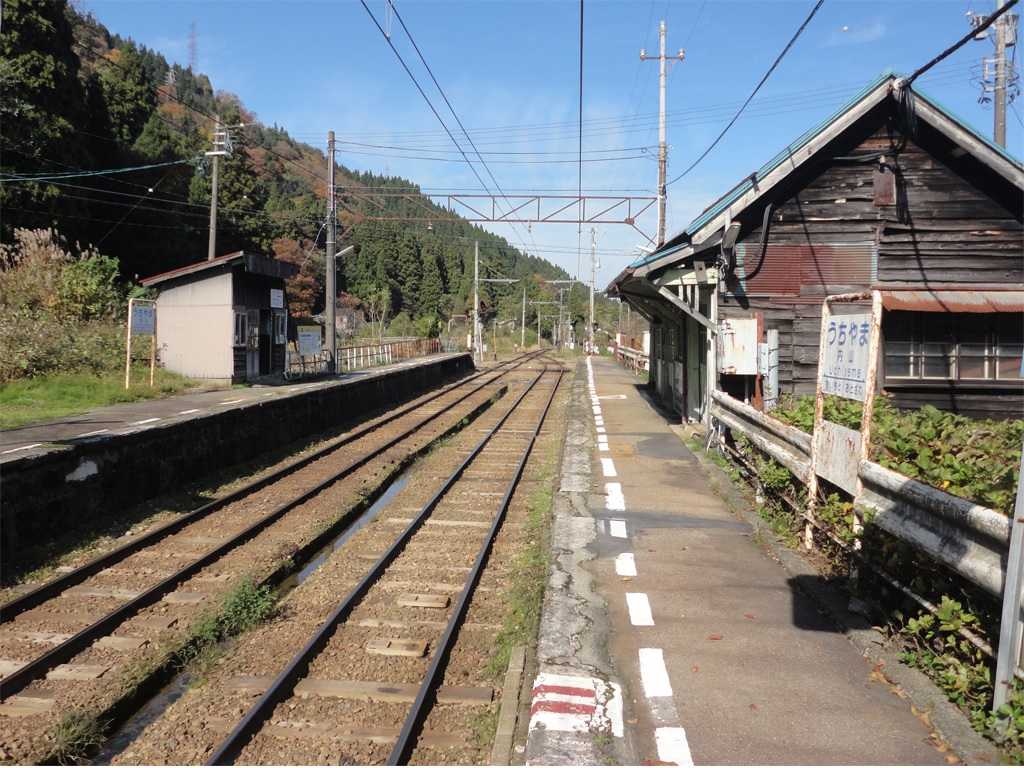
ホーム（2018年11月）

## 利用状況
「統計黒部」によると、2019年度の一日平均乗降人員は178人であった。近年の乗降人員は以下の通りである。
| 年度   | 一日平均 乗降人員 |
| ------ | ----------------- |
| 2003年 | 218               |
| 2004年 | 214               |
| 2005年 | 222               |
| 2006年 | 224               |
| 2007年 | 215               |
| 2008年 | 217               |
| 2009年 | 169               |
| 2010年 | 172               |
| 2011年 | 173               |
| 2012年 | 178               |
| 2013年 | 187               |
| 2014年 | 178               |
| 2015年 | 193               |
| 2016年 | 184               |
| 2017年 | 191               |
| 2018年 | 190               |
| 2019年 | 178               |
| 2020年 | 151               |
| 2021年 | 131               |
| 2022年 | 162               |

## 駅周辺
- 黒部川
- 内山とちの里

## 隣の駅
富山地方鉄道
■本線
■アルペン特急・■特急
通過
■急行（上りのみ運転）・■普通
愛本駅 (T38) - 内山駅 (T39) - 音沢駅 (T40)